# رايموند هانسون (ملحن)
رايموند هانسون (بالإنجليزية: Raymond Hanson)‏ هو ملحن أسترالي، ولد في 23 نوفمبر 1913 في سيدني في أستراليا، وتوفي في 6 ديسمبر 1976 بسبب نوبة قلبية.

## وصلات خارجية
- رايموند هانسون على موقع IMDb (الإنجليزية)
- رايموند هانسون على موقع ميوزك برينز (الإنجليزية)
- رايموند هانسون على موقع ديسكوغز (الإنجليزية)